# Mare de Déu del Roser (Murillo)
Mare de Déu del Roser és una pintura a l'oli sobre llenç realitzatda pel pintor sevillà Bartolomé Esteban Murillo entre els anys 1650 i 1655. Es troba a la col·lecció permanent del Museu del Prado (Madrid) i està inventariada amb el número P00975. Anteriorment va estar al Monestir d'El Escorial –pel que també se la coneix com a Virgen de El Escorial– i al Palau Reial de Madrid. Versions similars a la que s'exhibeix al museu del Prado n'hi ha altres tres, repartides per diferents museus.

## Antecedents
A Sevilla, durant el segle xvii, es vivia l'època més brillant de la seva escola pictòrica. Els grans pintors Francisco de Zurbarán i Alonso Cano realitzaren una part de la seva obra en aquesta ciutat i Murillo pràcticament no es va moure de Sevilla. Després de passar per diverses etapes pictòriques, des del tenebrisme fins a les seves obres de maduresa, es pot notar en la seva tècnica la influència sobretot de la pintura italiana i flamenca –entre els pintors més afins destaquen, respectivament, Rafael Sanzio i Anton van Dyck–, d'una pinzellada solta amb tocs de llums quasi impressionistes que deixen les seves obres envoltades d'una atmosfera «vaporosa» i un colorit càlid.
Murillo fou un pintor eminentment religiós, com ho demostra en les seves obres i en la seva ideologia personal. Així ho va recollir Vicente Carducho en els seus Diàlegs de la Pintura de 1633, on diu que «Murillo va representar els temes religiosos amb propietat i conveniència». Compromès amb la Contrareforma catòlica i treballant al seu servei, realitzà la major part de les seves obres per a ser posteriorment exposades en llocs públics, especialment en esglésies i monestirs. Els seus personatges mostren tendresa i afecte amb un estil senzill i sense dramatismes; per aquest motiu, el poble rebé el missatge present en la seva pintura d'una manera propera; ja en la seva època l'artista era comprès i la gent cercava en els seus personatges religiosos confiança i protecció. Els seus principals clients foren nombroses institucions eclesiàstiques i van posar les seves obres com a exemple del moviment contrareformista; també els rics comerciants les feien servir per a la seva devoció particular.

## Tema
Sant Domènec de Guzmán va afirmar que la Mare de Déu se li va aparèixer a començaments del segle xiii prop d'Albi (França) i li va fer el lliurament d'un rosari tot demanant-li que el resés i el prediqués entre els homes. El sant el va ensenyar als soldats liderats pel seu amic Simó IV de Montfort abans de la batalla de Muret, la victòria de la qual fou atribuïda a la Mare de Déu. Per això, Montfort erigí la primera capella dedicada a aquesta advocació en l'església de Saint Jacques de Muret
El 1571 Pius V va instaurar la data de la seva celebració el 7 d'octubre, aniversari de la victòria en la batalla de Lepant, on les forces cristianes van derrotar els turcs que envaïen Europa –victòria atribuïda a la Mare de Déu–, denominant-la Nostra Senyora de les Victòries. El seu successor, Gregori XIII, va canviar el nom de la festivitat per la de Mare de Déu del Roser.
A partir del Concili de Trento, la Contrareforma catòlica va impulsar una gran ona de misticisme, meditació i d'oració personal, en particular del rosari. Amb això va augmentar la devoció i el culte a la Mare de Déu del Roser i, per tant, la demanda de representacions en imatges escultòriques i pictòriques. Tot i que Espanya, junt amb Itàlia, fou un dels països on hi va haver més demanda, se sap que el mateix fenomen es va estendre per altres països europeus; un exemple, és el que per combatre la plaga de la pesta es va demanar a van Dyck que «realitzés una pintura de la Mare de Déu del Roser».
Murillo va realitzar una de les seves primeres versions d'aquest tema per als dominics de l'enderrocat convent de Sant Tomàs de Sevilla, l'anomenada La Mare de Déu lliurant el rosari a Sant Domènec datada entre 1638-1640 i conservada al Palau Arquebisbal de Sevilla. Es tenen catalogades diverses obres titulades Virgen del Rosario (Mare de Déu del Roser), unes atribuïdes a les seves mans i d'altres al seu taller. Però versions similars a la que s'exhibeix al museu del Prado, n'hi ha d'altres tres a: 
- la del Museu del Louvre dipositada i exposada al Museu Goya de Castres;
- la que allotja el Palazzo Pitti de Florència;
- la de Texas, obra que havia estat al Convent del Carme de Sevilla i que després de diverses vendes, es desconeixia el seu destí, fins que en fa poc s'ha tornat a trobar.[11]

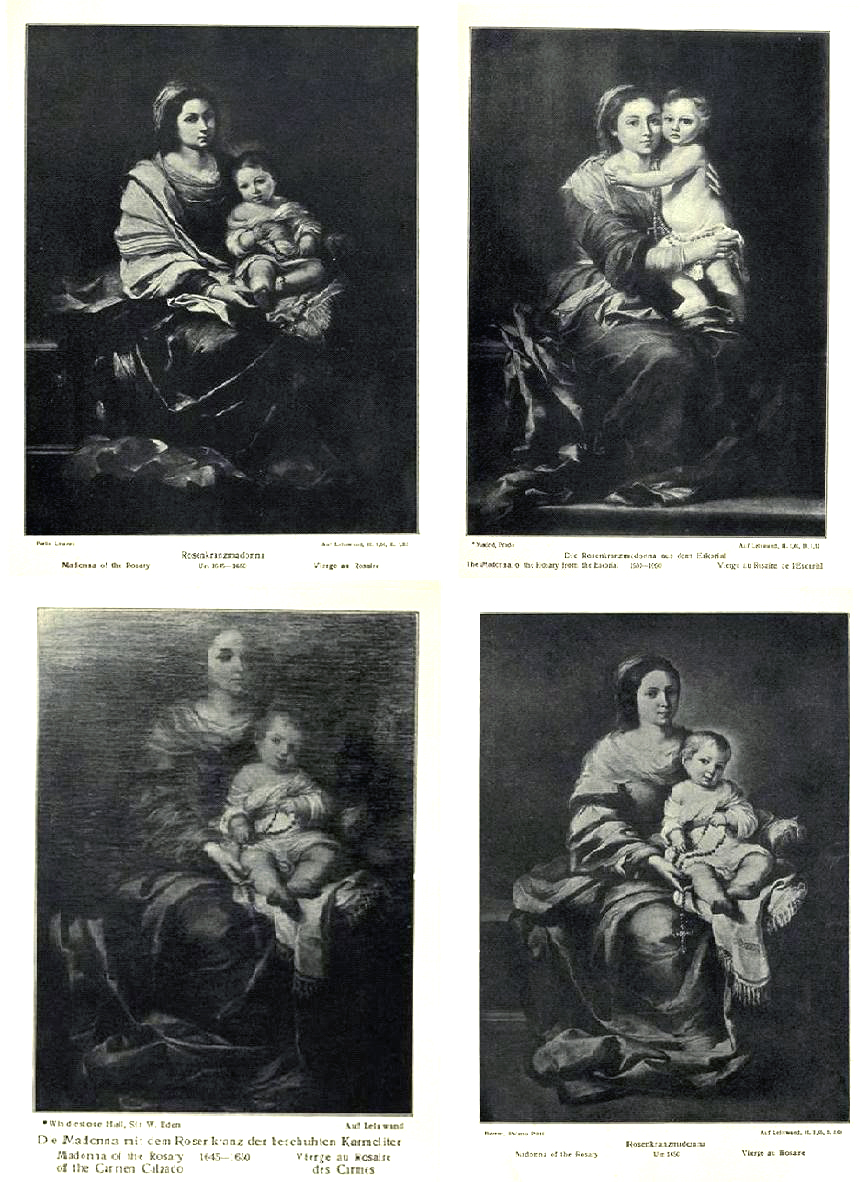
Fotografia publicada a The work of Murillo. N. York Brentano's el 1913, on s'aprecien les quatre versions.
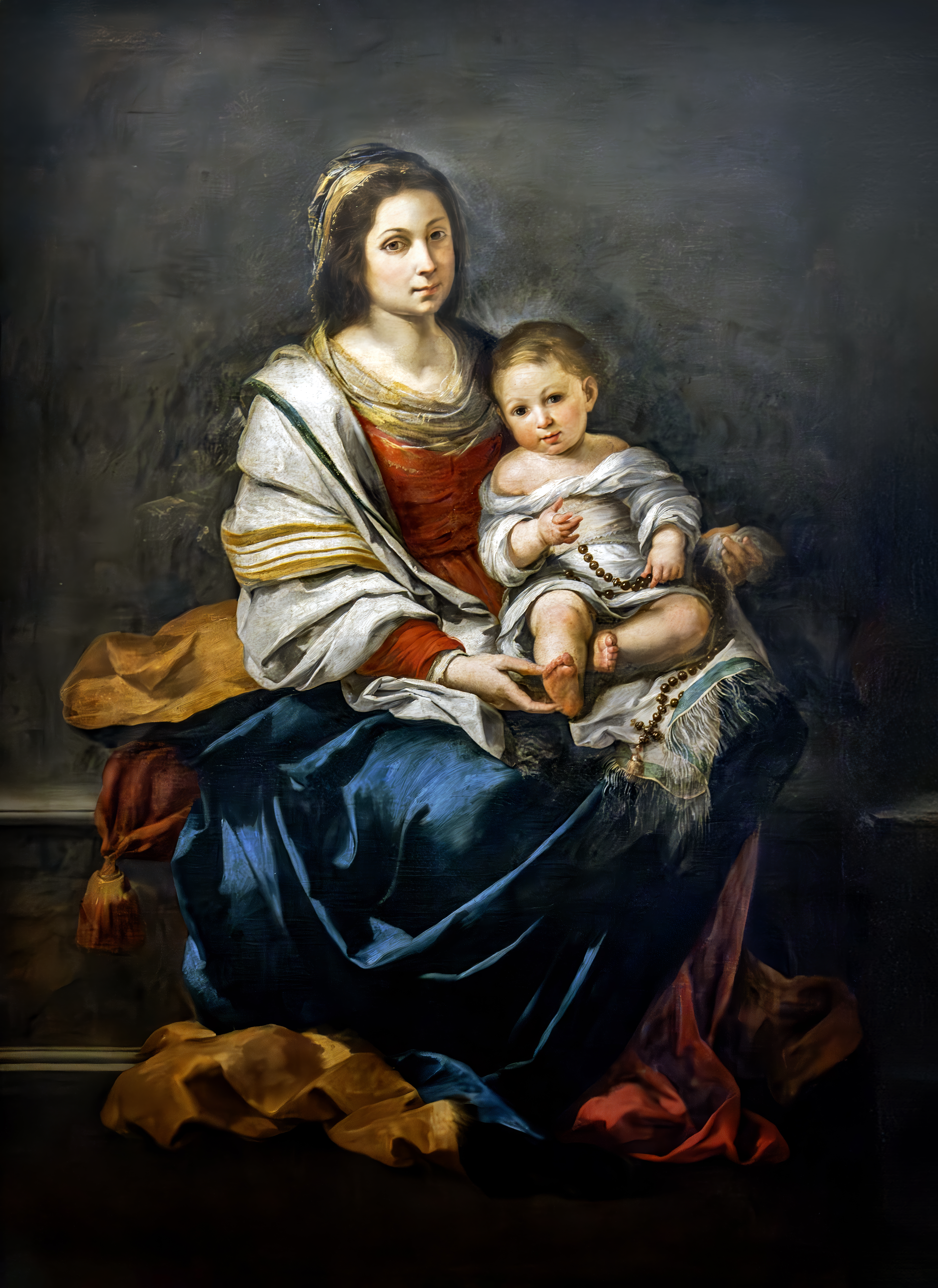
Museu del Louvre dipositada al Museu Goya de Castres.
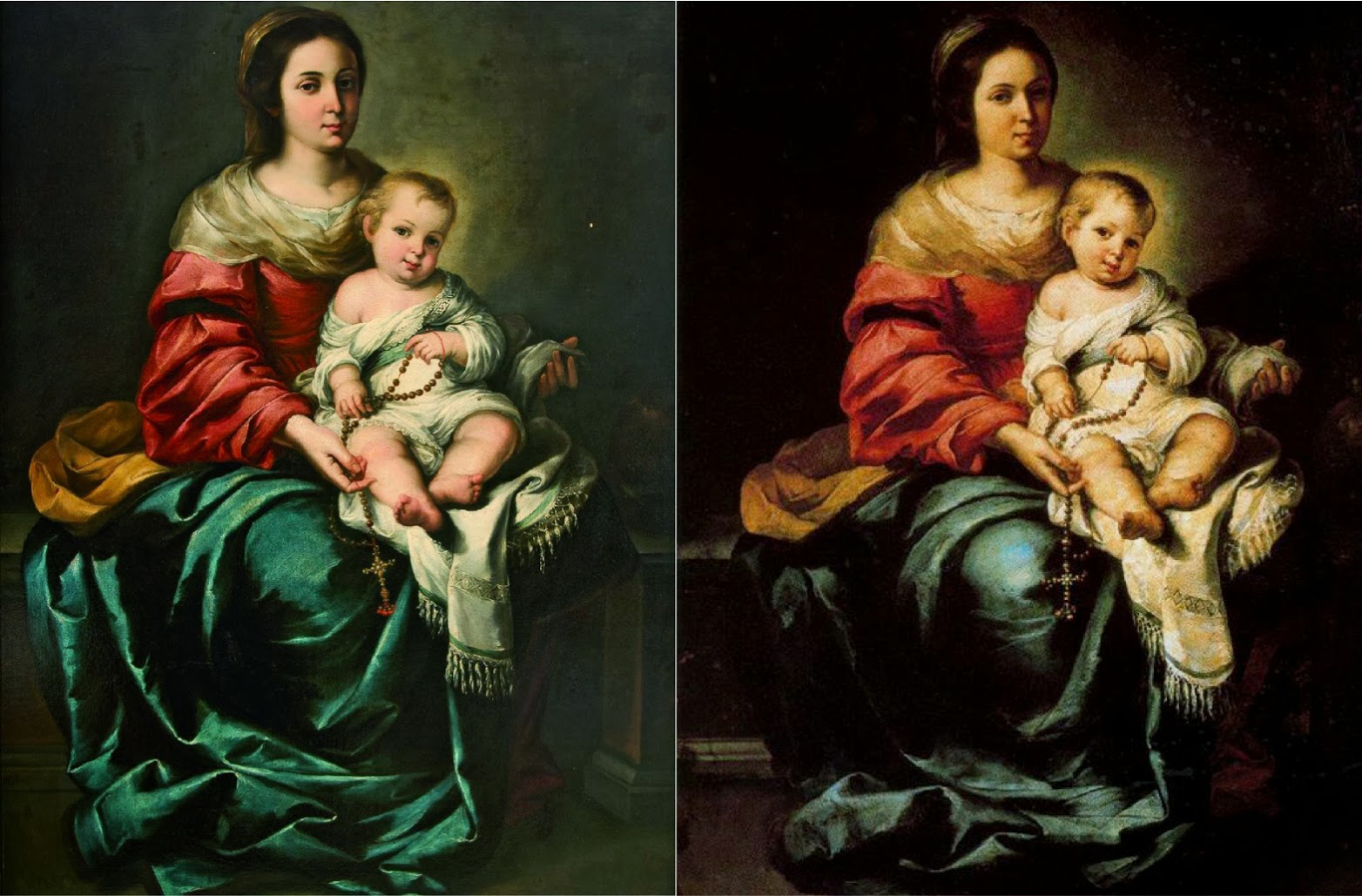
Versió retrobada de Texas (esquerra) i la del Palazzo Pitti (dreta), aquestes dues són les més semblants entre si.

## Descripció

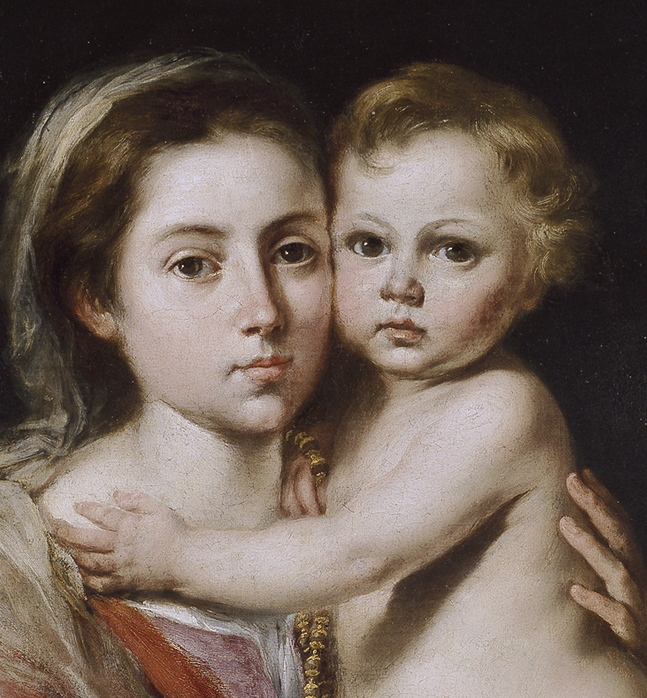
Detall de les cares de l'obra La Mare de Déu del rosari amb l'Infant.

L'obra presenta com a únics protagonistes a Maria i el seu fill Jesús, formant tots dos una composició piramidal d'un aspecte sòlid, monumental. Maria apareix representada molt jove, quasi com una adolescent; es troba en una posició estàtica, asseguda sobre un banc de pedra amb l'Infant en els seus braços, dempeus i recolzat sobre el genoll esquerre de la seva mare; tots dos sostenen un rosari amb les respectives mans dretes. La col·locació dels personatges en aquesta forma propicia la trobada de les dues cares –mare i fill–, a la mateixa alçada, amb les galtes fregant-se suaument. Aquesta imatge està plena d'una gran dolçor i tendresa. A diferència d'altres iconografies del mateix tipus pintades per Diego Velázquez o Alonso Cano, on els personatges tenen els ulls baixos o es creuen les mirades, Murillo presenta tant la mare com el fill amb la mirada cap al davant, dirigida en direcció a l'espectador. El nen està nu, cobert lleument amb un drap blanc que subjecta la seva mare. Maria porta unes robes de color vermell i blau, amb abundants plecs, i un vel lleuger cobreix els seus cabells i envolta el seu escot fins a caure sobre el seu maluc. Els vestits presenten molts plecs que estan realitzats amb unes pinzellades soltes, amb determinats tocs de llums col·locats en tota la roba que suggereixen un tipus de qualitat amb la influència de la pintura flamenca i genovesa de l'època. Tot el conjunt es troba sobre un fons neutre i obscur que ressalta el gran efecte de volum de l'obra.

### Una altra descripció
A la fitxa 870 del catàleg del museu del Prado realitzada per Pedro de Madrazo y Kuntz el 1872, fitxa amb el nom de La Virgen del Rosario, es fa la següent descripció:
| « | (castellà) Sentada la Virgen sobre un zócalo de piedra de carácter arquitectónico, tiene abrazado, y con un pie sobre su muslo izquierdo, al divino Infante. Éste, juntando su cara con la de su su santa Madre, mira fijo al espectador, y pone su manita izquierda en el cuello de María. Entre ésta y su Hijo tienen asido un rosario, del cual le viene el nombre al cuadro. El Niño está todo desnudo. La Virgen tiene un vestido encarnado sobre una túnica interior rosada, y el manto azul echado a la espalda con uno de los extremos sobre ambos muslos. Un ligero velo amarillento baja de su cabeza hasta su cadera derecha.- Figuras de cuerpo entero y tamaño natural. Estilo llamado cálido. | (català) Asseguda la Mare de Déu sobre un sòcol de pedra de caràcter arquitectònic, abraça, i amb un peu sobre la seva cuixa esquerra, al diví Infant. Aquest, ajuntant la seva cara amb la de la seva santa Mare, mira fixament a l'espectador, i posa la seva maneta esquerra al coll de Maria. Entre aquesta i el seu Fill tenen agafat un rosari, del qual li ve el nom al quadre. El Nen està tot nu. La Verge té un vestit vermell sobre una túnica interior rosada, i el mantell blau a l'esquena amb un dels extrems sobre les cuixes. Un lleuger vel groguenc baixa del seu cap fins al seu maluc dret.- Figures dempeus i de mida natural. Estil anomenat càlid. | » |
| — Pedro de Madrazo y Kuntz. Catálogo descriptivo é histórico del Museo del Prado de Madrid (1872) pp. 477-478 | | |   |

## Anàlisi
Una de les característiques més importants de la pintura de Murillo és que va saber imprimir una capacitat d'inventiva en les seves composicions i va utilitzar amb encert les diferents fonts d'inspiració i coneixement. Dintre d'aquesta renovació va saber plasmar el sentit propi de l'art barroc donant moviment i dinamisme a la seva pintura. Va aconseguir tot això gràcies al fet que també era un dibuixant excel·lent i un bon observador de la realitat, a més de saber transmetre tota mena de gestos i actituds amb una gran naturalitat. El seu tractament de la llum evolucionà i passà d'una il·luminació uniforme en els seus inicis artístics a aconseguir uns efectes de contrast de clarobscur; a la vegada, mirava d'obtenir unes transicions suaus entre la penombra i la claror i d'aquesta manera obtenia unes gradacions que transmeten una sensació de profunditat. Les seves pinzellades, a més de ser aplicades de manera lliure, estan fetes amb una pintura espessa que permet que s'apreciïn les empremtes deixades pel pinzell. La qualitat de la matèria tractada per Murillo en aquesta obra queda especialment demostrada en el virtuosisme amb què pinta el vel que cobreix lleugerament el cap de Maria i la voluminosa caiguda dels plecs de les seves vestidures.